# هويكستوكيهوتل
هويكستوكيهوتل (بالإنجليزية: Huixtocihuatl)‏ في الأساطير الأزتيكية، هي ربة الخصب عند الأزتيكيين أو ما قبلهم. كانت مرتبطة عمليا مع الملح والمياه المالحة. وقد اعتبرت الابنة الكبرى للإله تلالوك.